# Aero Boero
Pour les articles homonymes, voir Aero et Boero.
Aero Boero S.A. est une entreprise argentine de construction aéronautique fondée en 1952 par les frères Hector et Caesar Boreo à Cordoba. Elle produit des appareils légers de tourisme et des avions agricoles développés à partir de l’Aero Boero AB-95, un monoplan à aile haute qui a effectué son premier vol en 1959. C’est la seule famille d’avions légers développée en Amérique latine produite en grande série, avec plus de 600 exemplaires construits grâce à une commande de 450 exemplaires par le Brésil.